# Josef Wenzel Radetzky von Radetz

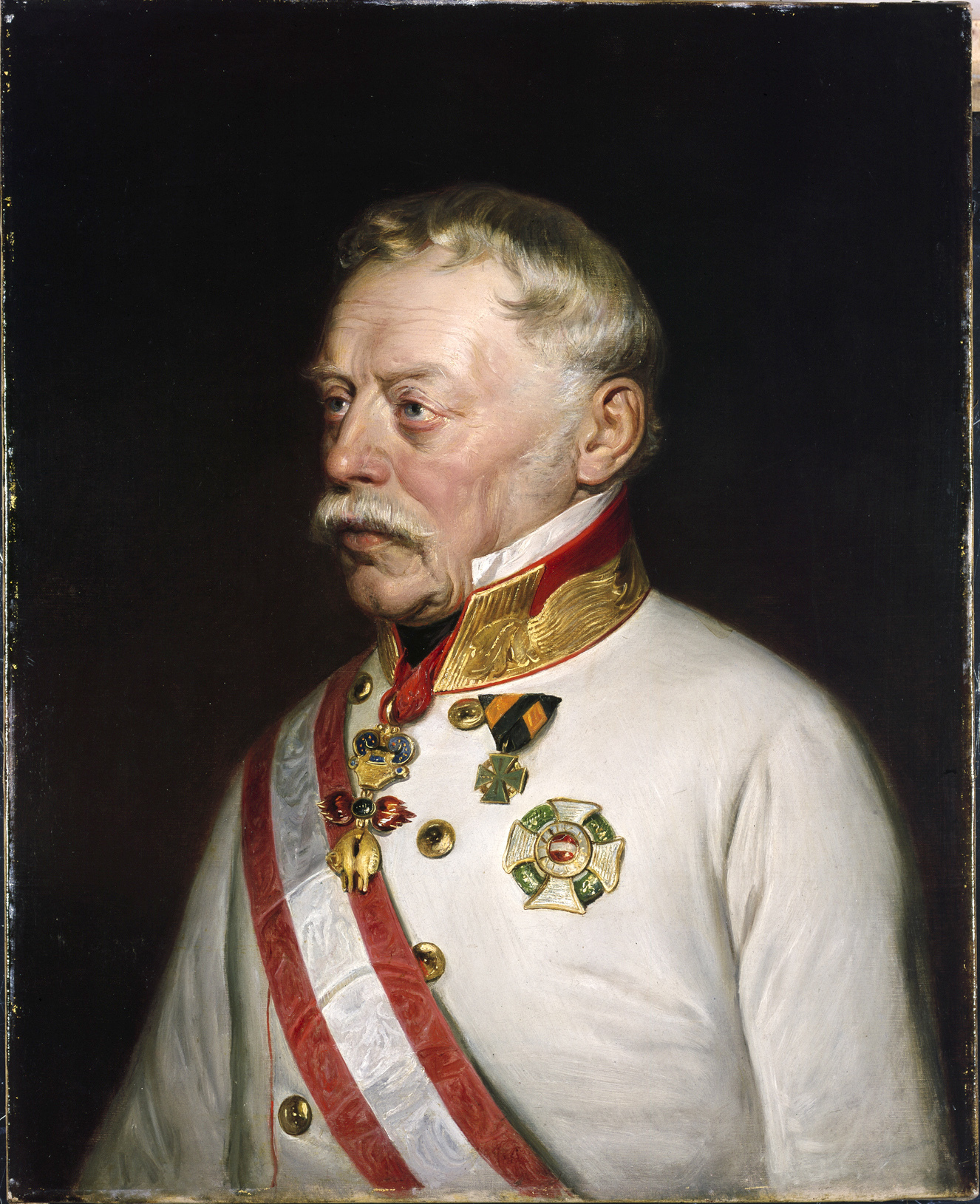
Josef Graf Radetzky, Ölgemälde von Georg Decker, um 1850

Johann Josef Wenzel Anton Franz Karl Graf Radetzky von Radetz (tschechisch Jan Josef Václav Antonín František Karel hrabě Radecký z Radče; * 2. November 1766 in Schloss Trebnitz bei Seltschan, Böhmen; † 5. Jänner 1858 in Mailand) war ein Feldmarschall, böhmischer Adeliger und der wohl bedeutendste Heerführer Österreichs in der ersten Hälfte des 19. Jahrhunderts.

## Leben

### Kindheit und Jugend

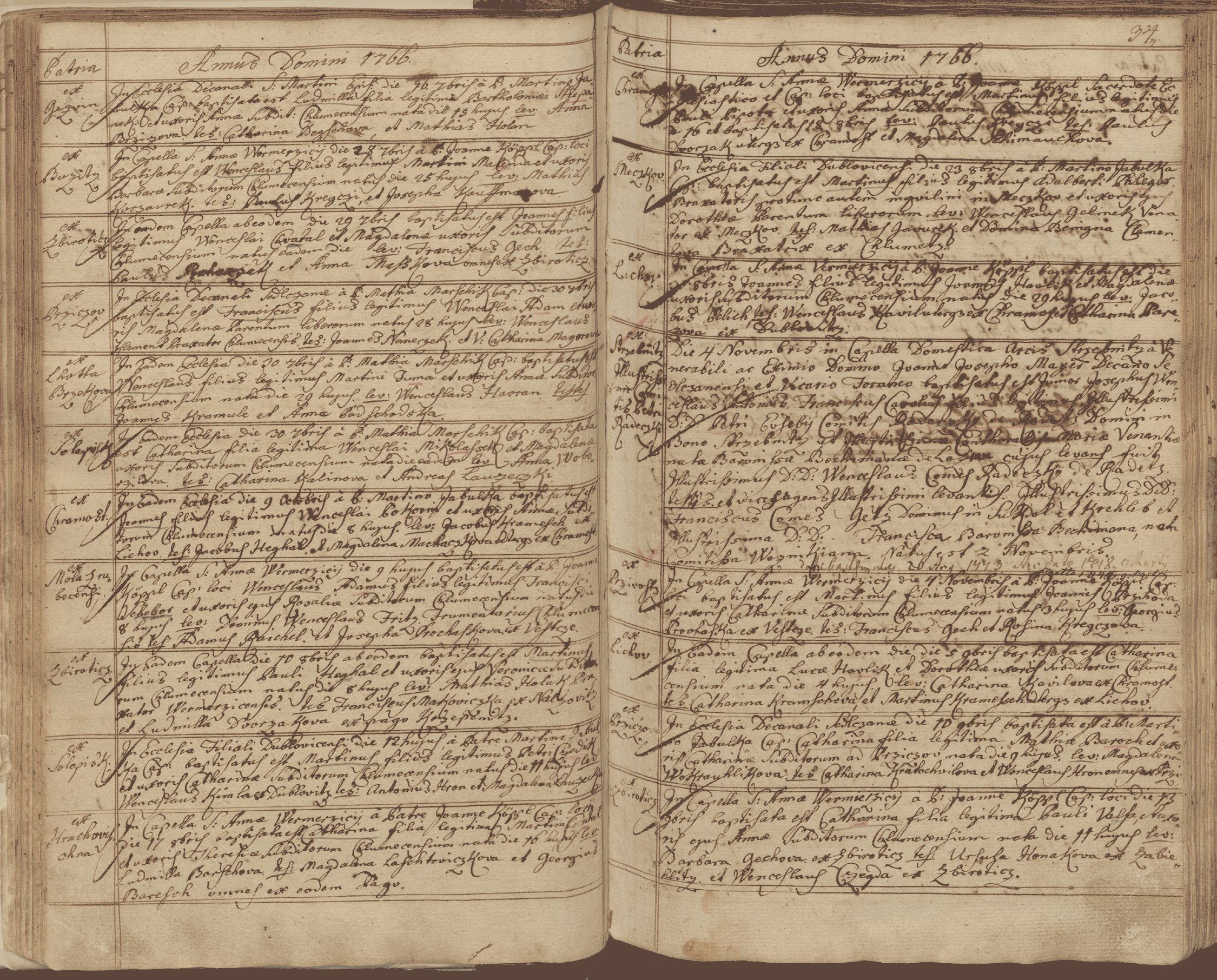
Josef Václav Radecký birth record 1766 (SOA Prague)

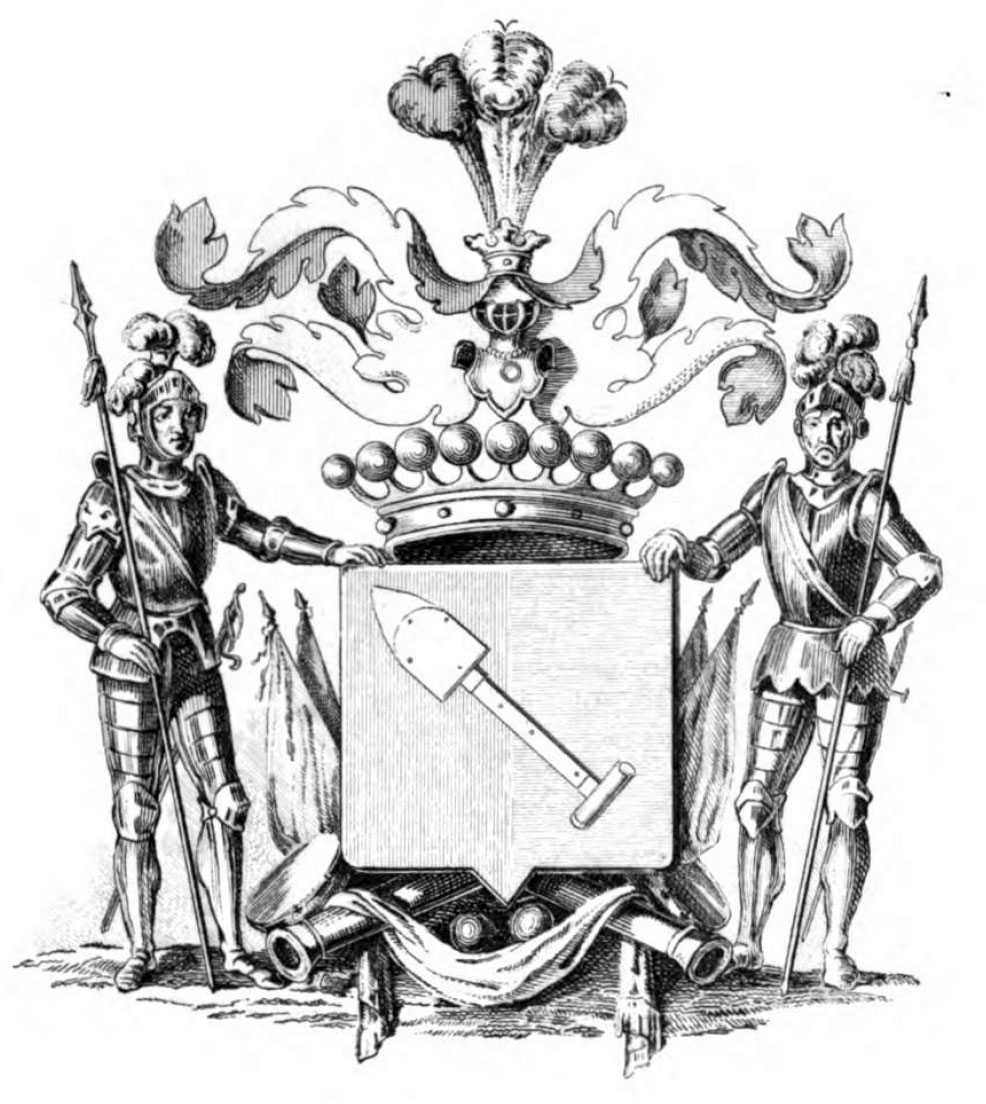
Radetzkys Wappen

Nach dem frühen Tod seiner Eltern Peter Eusebius von Radetzky (1732–1776) und Maria Venantia Bechyně von Lazan (1738–1772) kam Josef Wenzel zu seinem väterlichen Großvater Wenzel Leopold (1704–1781) nach Prag, wo er die Piaristenschule besuchte. Den weiteren Verlauf seiner Jugend verbrachte er auf der Ritterakademie in Brünn und dem Theresianum in Wien.
Nach Ablegen seiner Matura nahm er ein Studium der Rechtswissenschaft auf. Aufgrund mangelnder körperlicher Eignung blieb ihm die angestrebte militärische Karriere zunächst verwehrt.

### Militärische Laufbahn
Radetzky trat 1784 als Kadett in das 2. Kürassier-Regiment ein, wurde nach zwei Jahren Leutnant und ein Jahr darauf zum Oberleutnant befördert. 1788/89 beteiligte er sich unter den Feldherren Franz Moritz von Lacy und Gideon Ernst von Laudon am Russisch-Österreichischen Türkenkrieg. Von 1792 bis 1795 nahm er an den Feldzügen des Ersten Koalitionskriegs in den Österreichischen Niederlanden und im Rheinland teil. Radetzky wurde zum Rittmeister befördert und zum Adjutanten des Feldmarschallleutnants Jean-Pierre de Beaulieu ernannt, wo er 1794 am Gefecht bei Arlon und an der Schlacht bei Fleurus teilnahm. In Italien konnte er sich bei Voltri  auszeichnen und wurde am 29. Mai 1796 zum Major im Pionierkorps ernannt.
Als 1799 General der Kavallerie Michael von Melas im Zweiten Koalitionskrieg zum Oberkommandanten der römisch-kaiserlich-königlichen Armee in Oberitalien ernannt wurde, erbat er sich beim Hofkriegsrat Oberstleutnant Radetzky zum Generaladjutanten. Nach der erfolgreichen Schlacht bei Genola wurde er am 4. November 1799 zum Oberst befördert. Nach der Niederlage in der Schlacht bei Marengo verließ Radetzky im Juni 1800 den italienischen Kriegsschauplatz und übernahm bei Steyr das Kommando über das 3. Kürassierregiment. In der Schlacht bei Hohenlinden (1800) kämpfte er ebenfalls mit Auszeichnung; ihm wurde dafür im April 1801 das Ritterkreuz des Militär-Maria-Theresien-Ordens verliehen.
Zu Beginn des Dritten Koalitionskriegs 1805 wurde Radetzky nach Italien versetzt, am 1. September 1805 wurde er zum Generalmajor befördert und zum Brigadekommandanten ernannt. Im Fünften Koalitionskrieg 1809 kämpfte er beim 5. Armeekorps unter Feldmarschallleutnant Ludwig von Österreich als Befehlshaber der Vorhut bei Braunau am Inn und Lambach ebenfalls mit Auszeichnung und stieg nach der Schlacht bei Aspern am 27. Mai zum Feldmarschallleutnant auf. In dieser Funktion war er als Divisionsführer auch Teilnehmer an der Schlacht bei Wagram. In diesem Jahr wurde Radetzky zum Generalstabschef ernannt, sah sich jedoch aufgrund der französischen Vorgaben und mangels finanzieller Ressourcen dazu genötigt, seine ehrgeizigen Reformvorhaben der Kaiserlich-Königlichen Armee Österreichs aufzugeben.
Im Sechsten Koalitionskrieg (auch: Befreiungskriege) im Jahr 1813 entwickelte er als Chef des Quartiermeisteramts der Böhmischen Armee den Plan zur Völkerschlacht bei Leipzig. Er organisierte in der Folgezeit das österreichische Heer neu und diente im Stab des General Karl Philipp zu Schwarzenberg. Während seines Dienstes als Generalstabschef für Schwarzenberg setzte sich Radetzky auch für die Pläne von Feldzeugmeister Vincenz von Augustin zur Herstellung eigener Raketen als Kriegsgerät bei Außenminister Klemens Wenzel von Metternich ein und erreichte für Augustin eine entsprechende Genehmigung.
Der bayerische König Maximilian I. Joseph verlieh ihm 1815 das Großkreuz des Militär-Max-Joseph-Ordens.
Nach dem Friedensschluss kam Radetzky als Divisionär nach Ödenburg, später nach Ofen (heute Teil von Budapest) und 1821 als General der Kavallerie und am 24. November 1829 Festungskommandant nach Olmütz. Von 1818 bis 1828 beriet er Erzherzog Ferdinand Karl von Österreich-Este. Von 1831 bis 1857 war er Generalkommandant der Kaiserlich-Königlichen Armee im Königreich Lombardo-Venetien (seit 1836 im Range eines Feldmarschalls).
Radetzky wurde vor allem durch seine militärischen Erfolge 1848/1849 gegen Sardinien-Piemont und die von diesem Königreich unterstützten nationalitalienischen Aufständischen berühmt, die sich am 18. März 1848 gegen die österreichische Vorherrschaft erhoben (siehe Risorgimento). Er siegte jeweils in der Schlacht bei Santa Lucia am 6. Mai 1848, in der Schlacht von Vicenza am 10. Juni 1848, in der Schlacht bei Custozza am 25. Juli 1848, in der Schlacht bei Mortara am 21. März 1849 und in der Schlacht bei Novara am 23. März 1849. Im September 1849 unternahm Radetzky eine Reise nach Wien, um sich für alle kaiserlichen Auszeichnungen zu bedanken, diese Reise wurde für ihn ein glänzender Triumphzug.
Von 1848 bis 1857 war Radetzky Generalgouverneur von Lombardo-Venetien. Er wurde von Erzherzog Maximilian von Österreich abgelöst.

### Ruhestand und Bilanz

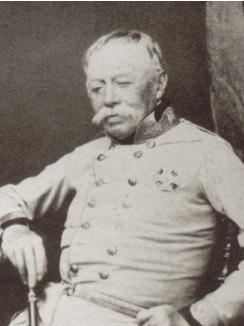
Josef Wenzel Radetzky, 1856

Erst am 17. Dezember 1856 schrieb Radetzky von Verona aus sein Abschiedsgesuch an Kaiser Franz Joseph I.:

„Euer Majestaet, die Gesetze der Natur zwingen mich nach 72 Dienstjahren und 90 Lebensjahren Euer Majestaet um die Allergnaedigste Enthebung von meinem Dienstposten Allerunterthänigst zu bitten. Geruhen Euer Majestaet mir diese Enthebung mit jener Allerhöchsten Huld und Gnade zu gewähren, mit welcher Allerhöchst dieselben mich schon so vielfach überschütteten und gestatten mir Euer Majestaet bei diesem Anlaße Allerhöchst Der Huld und kaiserliches Wohlwollen […] Mein Greisen Alter hat zwar meine Thätigkeit gelähmt, aber bis zum letzten Athem zuge werde ich des Allmächtigen Segen für das erhabene Hauß und den herrlichen Thron Meines geliebten Monarchen erflehen, der ich in tiefster Demut ersterbe.“

Am 28. Februar 1857, im Alter von 90 Jahren, wurde er schließlich in den Ruhestand versetzt. Mit 72 Dienstjahren in der k.k. Armee brach er viele Soldatenrekorde; zum Beispiel hatte er unter fünf Kaisern gedient und nicht weniger als 17 Feldzüge mitgemacht.
Insgesamt erhielt Radetzky 146 in- und ausländische Orden, darunter das Ritterkreuz des Militär-Maria-Theresien-Ordens (1799 für sein Verhalten in der Schlacht bei Novi), das Großkreuz des Militär-Maria-Theresien-Ordens (für seinen Sieg bei der Schlacht bei Custozza 1848) und wurde 1849 Ritter des Ordens vom Goldenen Vlies (für seinen Sieg bei der Schlacht bei Novara).

### Privatleben
Am 5. April 1798 heiratete er Franziska, Gräfin Strassoldo-Graffemberg (* 3. Januar 1781; † 12. Januar 1854), eine Tochter von Feldmarschallleutnant Leopold Graf Strassoldo und der Franziska Xaveria Prinzessin von Auersperg. Aus dieser Ehe gingen fünf Söhne und drei Töchter hervor, wovon jedoch nur ein Sohn und eine Tochter den Vater überlebten. Der Sohn Theodor (1813–1878) wurde Generalmajor, die Tochter Friederike (1816–1866) heiratete den Grafen Karl von Wenkheim (1811–1891).
Aufgrund seiner Freigiebigkeit, seiner großen Familie und der Verschwendungssucht seiner Ehefrau befand sich Radetzky zeit seines Lebens in finanzieller Bedrängnis.

### Tod und Beisetzung

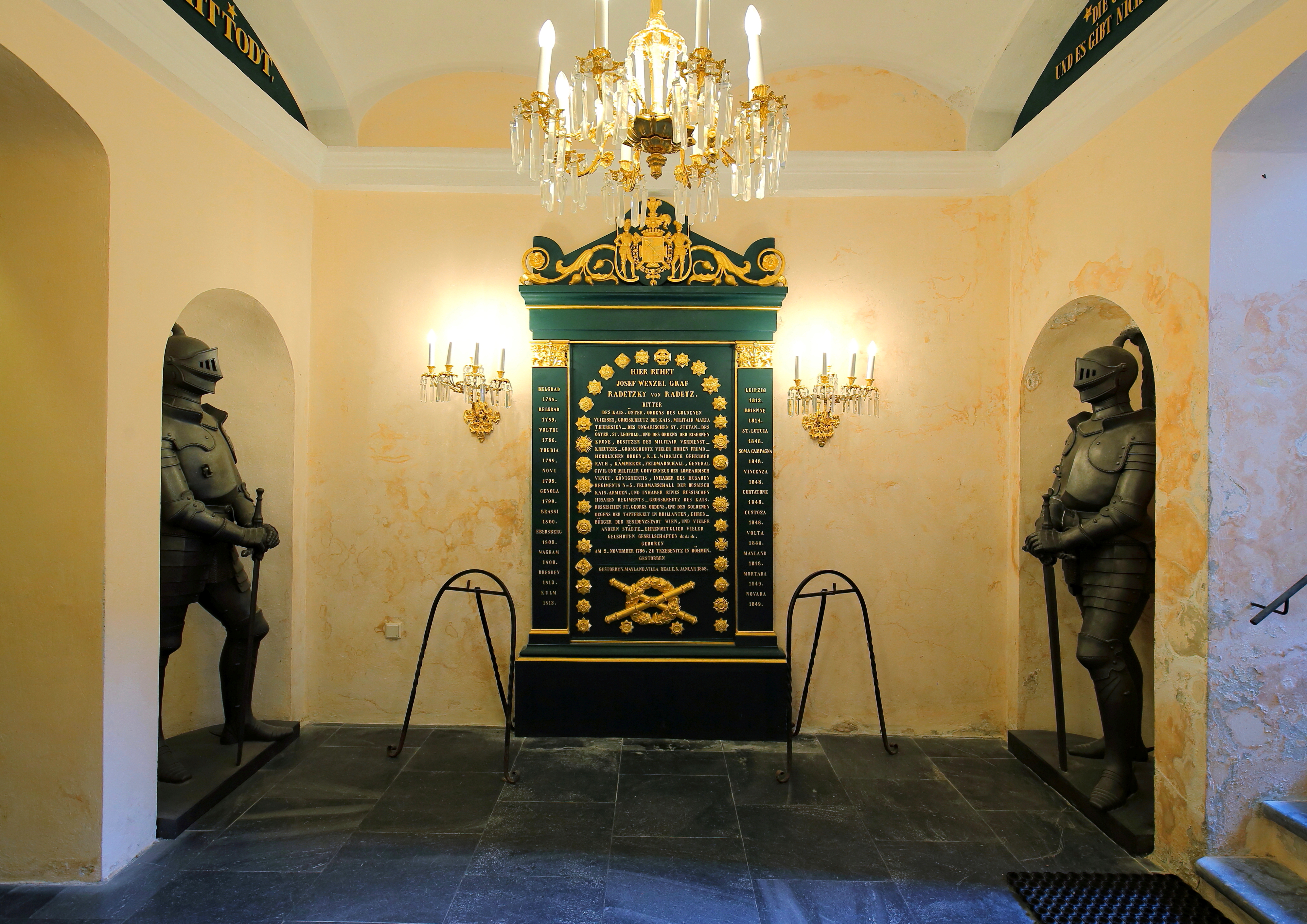
Radetzkys Grab am Heldenberg

Radetzky starb am 5. Jänner 1858 an einer Lungenentzündung in Mailand. Nach der Überführung nach Wien wurde er im Arsenal aufgebahrt. Von dort wurde er in einem Trauerzug, den Kaiser Franz Joseph I. persönlich kommandierte, zur Einsegnung in den Stephansdom gebracht. Danach ging es mit der Franz-Josefs-Bahn nach Kleinwetzdorf. Am 19. Jänner 1858 wurde er im Beisein des Kaisers am Heldenberg in Niederösterreich beigesetzt.
Eigentlich hätte er auf Wunsch des Kaisers in der Kaisergruft beigesetzt werden sollen, aber Radetzky hatte seine irdischen Überreste und das Recht, ihn zu begraben, dem Heereslieferanten Joseph Gottfried Pargfrieder vermacht, welcher Jahrzehnte hindurch seine Schulden, darunter auch Spielschulden, beglichen hatte. Dieser baute ein mit Kriegerstatuen übersätes Freilicht-Pantheon, die Gedenkstätte Heldenberg. Radetzky liegt dort in einer Gruft unter einem monumentalen Obelisken begraben.

## Rezeption

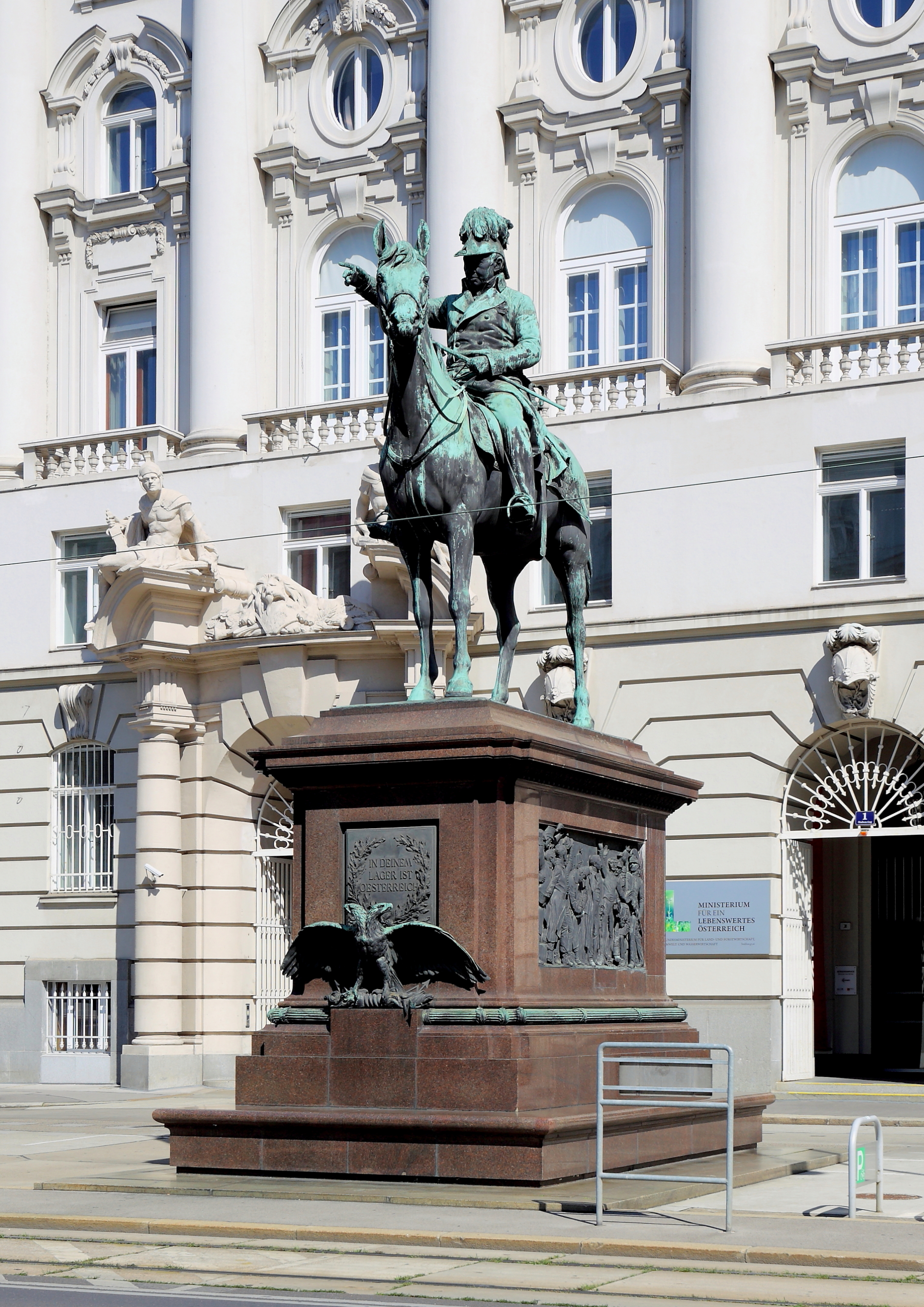
Radetzky-Reiterstandbild vor dem ehemaligen Kriegsministerium in Wien

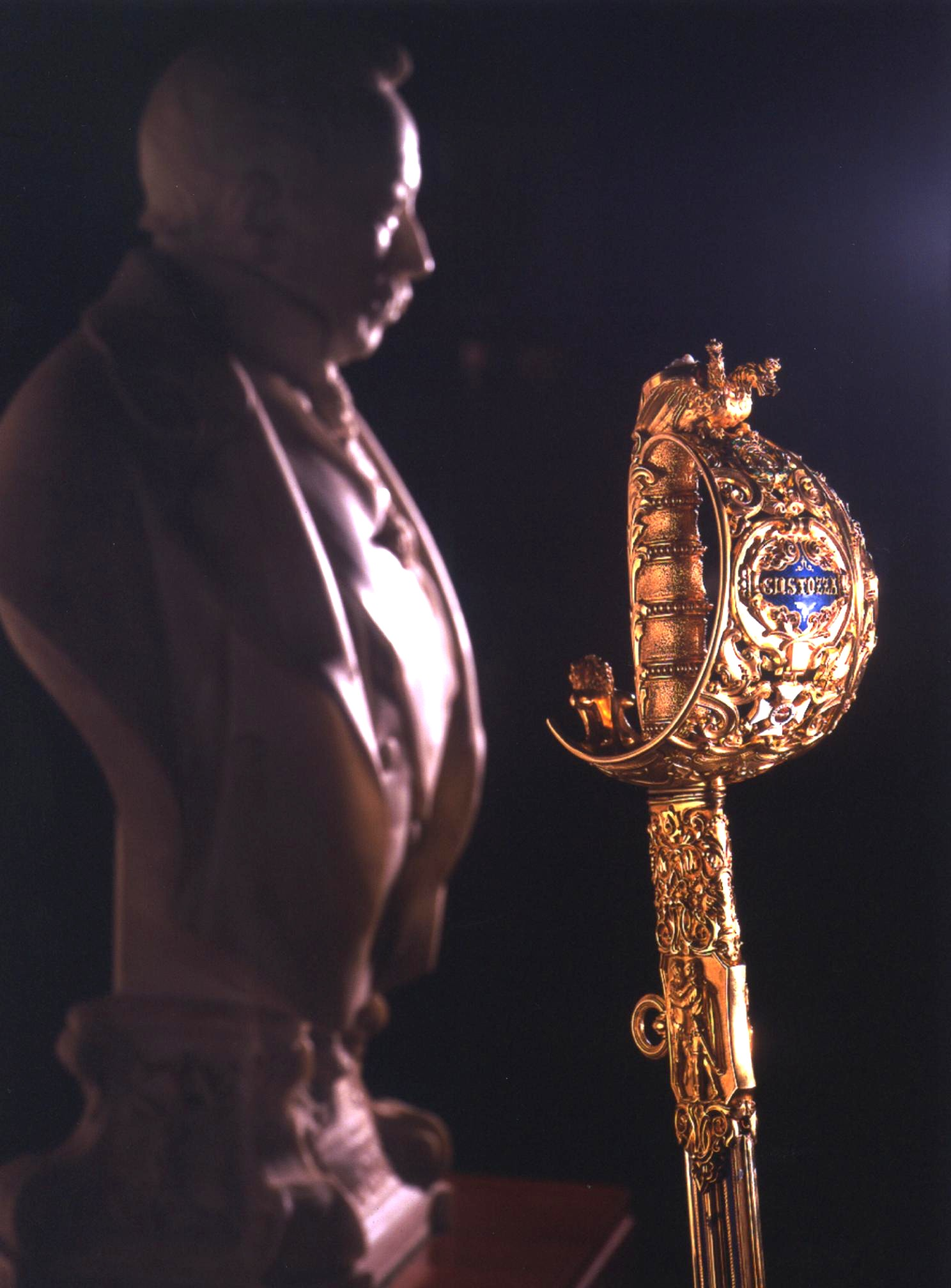
Ehrensäbel für Radetzky (Heeresgeschichtliches Museum)

Radetzky wurde von vielen patriotisch-monarchistisch gesinnten Österreichern sehr verehrt. Franz Grillparzer verfasste ihm zu Ehren die Ode mit der berühmten Zeile „In deinem Lager ist Österreich“. Johann Strauss (Vater) komponierte 1848 den Radetzky-Marsch.
Im Jahr 1860 wurde in Wien-Landstraße (3. Bezirk) die Radetzkystraße (hier unter Hausnummer 2A auch das Gymnasium Radetzkystraße) nach ihm benannt und 1876 der Radetzkyplatz. 1862 wurde die Novaragasse im 2. Bezirk Leopoldstadt nach der gleichnamigen Schlacht benannt, 1866 ebenso die Custozzagasse im 3. Bezirk. 1869 wurde die Radetzkybrücke über die Wien bei der Urania so benannt (1855 erbaut, heute Neubau von 1900). Auch in Graz-Innere Stadt finden sich eine Radetzkystraße und eine Radetzkybrücke über die Mur, ebenso in Baden-Weikersdorf, Salzburg-Maxglan, Klagenfurt-Villacher Vorstadt, Innsbruck-Reichenau, Dornbirn und Hohenems.
Durch die kaiserliche Entschließung von Franz Joseph I. vom 28. Februar 1863 wurde Radetzky in die Liste der „berühmtesten, zur immerwährenden Nacheiferung würdiger Kriegsfürsten und Feldherren Österreichs“ aufgenommen, zu deren Ehren und Andenken auch eine lebensgroße Statue in der Feldherrenhalle des damals neu errichteten k.k. Hofwaffenmuseums errichtet wurde. Die Statue wurde 1867 vom Bildhauer Thomas Greinwald aus Carrara-Marmor geschaffen, gewidmet wurde sie „von den Generalen der kaiserlichen Armee ihrem Feldherrn“.
1886 wurde Caspar von Zumbusch von Erzherzog Albrecht von Österreich-Teschen beauftragt, ein Radetzky-Denkmal zu schaffen. Anfangs sollte das Reiterstandbild vor dem Justizpalast an der Wiener Ringstraße aufgestellt werden. Schließlich wurde es am Platz Am Hof vor dem damaligen Kriegsministerium errichtet und 1912, nach Vollendung des neuen Kriegsministeriums am Stubenring, dorthin versetzt.
Dem Feldherrn ist im Wiener Heeresgeschichtlichen Museum ein eigener Saal gewidmet, der Radetzkysaal. Ausgestellt sind unter anderem Radetzkys Uniform, sein Ehrensäbel, zahlreiche seiner Orden, darunter der Orden vom Goldenen Vlies, sowie sein Abschiedsgesuch. Der Ehrensäbel wurde dem Feldherrn von der Wiener Nationalgarde nach einem Entwurf des Architekten Eduard van der Nüll gewidmet und im Mai 1849 in Mailand überreicht. Auf zahlreichen Ölgemälden zeitgenössischer Künstler wie etwa Albrecht Adam und Wilhelm Richter sind Szenen aus seinen Feldzügen dargestellt.
Die k.u.k Kriegsmarine benannte eine Klasse von Schlachtschiffen zu Ehren des Feldherrn Radetzky-Klasse, bei der Donau-Dampfschiffahrts-Gesellschaft trug ein 1851 bis 1913 eingesetzter Schaufelraddampfer den Namen Radetzky.
Auch der österreichische Film erwies dem populären Feldmarschall mehrfach seine Reverenz. 1929 beispielsweise konnte man Karl Forest in der Titelrolle des Stummfilms Vater Radetzky sehen, während Paul Hörbiger 1958 den alten Radetzky in der Romanze Hoch klingt der Radetzkymarsch verkörperte.

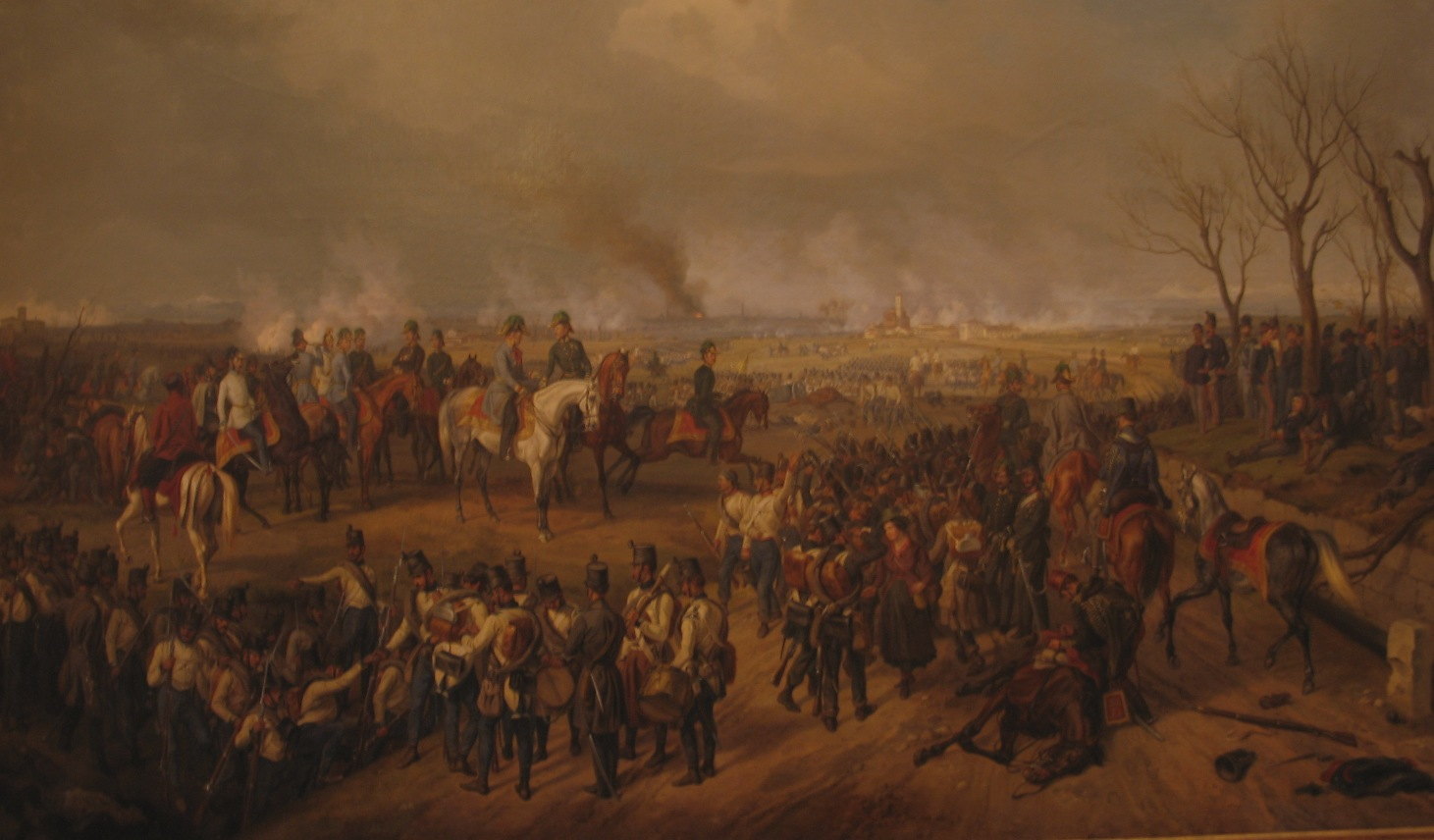
Albrecht Adam: „Feldmarschall Radetzky und sein Stab in der Schlacht bei Novara am 23. März 1849“, 1855
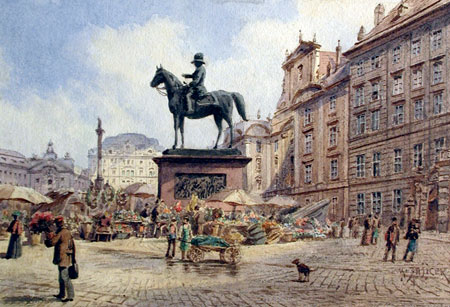
Carl Wenzel Zajicek: „Marktleben vor dem Radetzky-Denkmal Am Hof in Wien“, um 1890
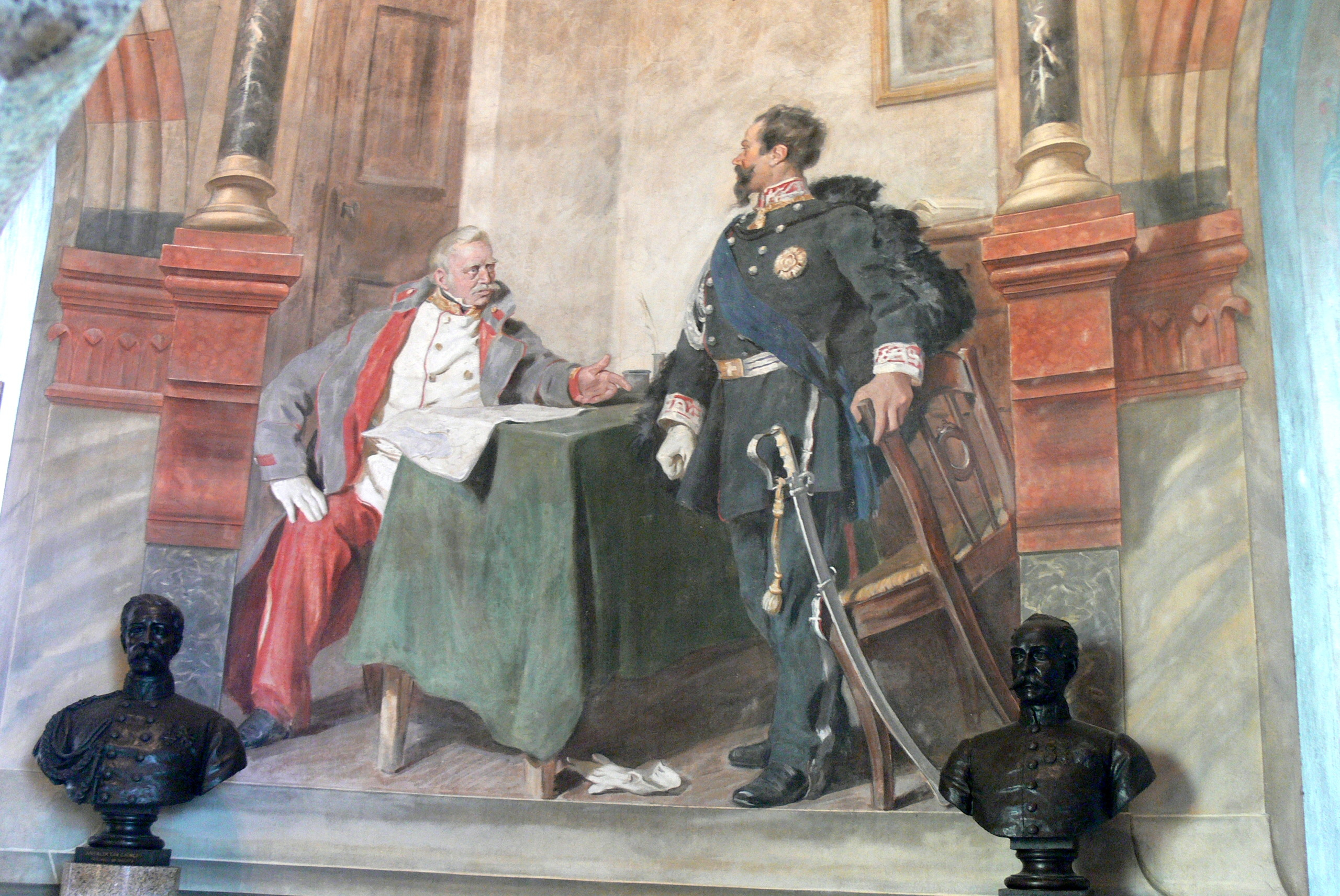
Fresko eines Treffens mit Viktor Emanuel II. (San Martino)
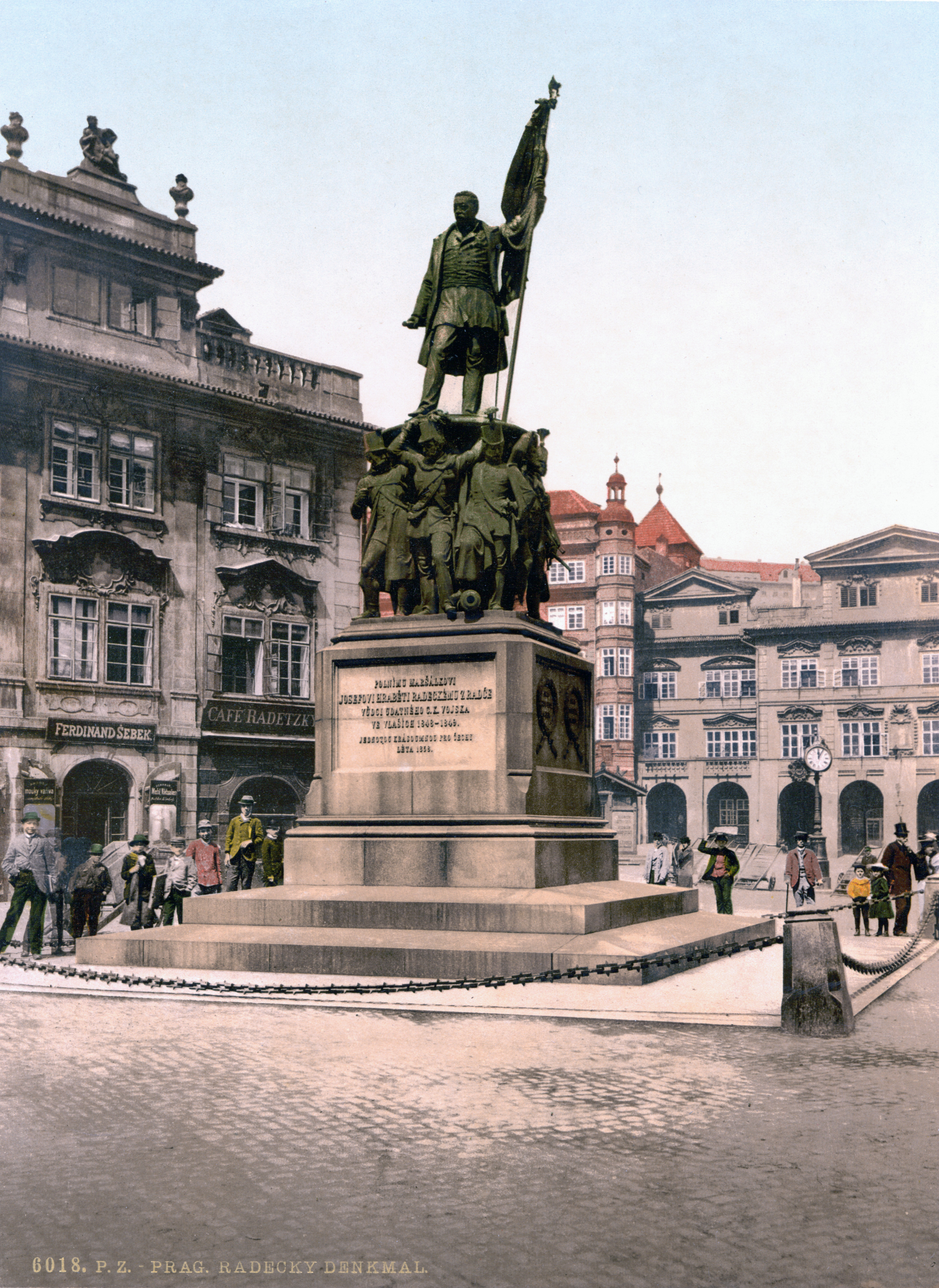
Denkmal am Kleinseitner Ring in Prag (1858–1919)